# Adrenaline!!!
「adrenaline!!!」（アドレナリン）は、TrySailの楽曲。中野領太が作詞・作曲を手掛けた。ユニットの6枚目のシングルとして、2017年5月24日にSACRA MUSICから発売された。

## 背景・音楽性
本曲は、テレビアニメ『エロマンガ先生』のエンディングテーマとして制作された。「adrenaline!!!」というタイトルの通り、アドレナリンが出るような明るい疾走感を持つ楽曲となっており、歌詞には『エロマンガ先生』の主人公とヒロインの関係性を思わせる内容が盛り込まれている。明るく元気な楽曲であることから、レコーディングの際は細かいディレクションはなく、思ったように楽しく歌うことを意識したという。曲中には印象的なコールがあり、ひっかけのようなタイミングもあるがライブの際にはやってほしい、と『リスアニ!』のインタビューで答えている。
2017年3月26日にAnimeJapan 2017内で行われた「『エロマンガ先生』放送直前スペシャルステージ」にてオープニングテーマサイズで初披露された。

## ミュージック・ビデオ
ミュージック・ビデオは部屋で想像上の旅をする内容となっている。撮影は小道具も使って自由に遊ぶように進行し、ソロでリップシンクを行うシーンでも後ろで他のメンバーが遊んでいるなどしている。演出においても夏川が荷物を持たされたり、水筒を渡されて飲もうとするものの中身がない不憫な役回りといったように、ユニット内でのメンバーのキャラクター性が表現されている。

## リリース
シングル発売に先駆けて、2017年4月30日にエンディングテーマバージョンの音楽配信が開始されたのち、同年5月24日にSACRA MUSICから発売され、同日より、moraにてハイレゾ音源の配信も開始された。前作の『オリジナル。』同様、初回生産限定盤・期間生産限定盤・通常盤の3形態で発売され、初回生産限定盤にはミュージック・ビデオを収録したDVD、期間生産限定盤にはテレビアニメ『エロマンガ先生』のエンディングテーマバージョンの楽曲及び、同アニメのノンクレジットオープニング映像を収録したDVDが同梱された。
カップリングには「かかわり」が収録された。同曲はスマートフォン向けアプリゲーム『マギアレコード 魔法少女まどか☆マギカ外伝』のテーマソングとして制作された。2017年1月7日に行われたライブイベント『LAWSON presents TrySail First Live Tour “The Age of Discovery”calling at NAGOYA』にて初披露された。同曲は渡辺翔が作詞・作曲を手掛けており、メロディは激しくないが強く訴えかけるような独自の世界観を持った楽曲になっている。主語や目的語が抜けた抽象的な歌詞で、雨宮はこれを"繊細な曲"と表現し、レコーディングの際には繊細な声色の中で内面的な激しさを表現するために苦労した、と振り返っている。

## チャート成績・受賞
発売初週のオリコン週間シングルチャート（2017年6月5日付）にて推定売上枚数1.8万枚で6位にランクインしたほか、配信直後から配信サイトのランキングで1位を獲得するなど、配信でもヒットを記録した。Billboard JAPANの「JAPAN HOT100」ではダウンロード指標1位となり、総合で3位を記録して、アニメチャートの「JAPAN Hot Animation」で1位を記録した。
2019年3月1日には、ソニー・ミュージックエンタテインメントのアニメソング人気投票キャンペーン「平成アニソン大賞」において声優ソング賞（2010年 - 2019年）に選出された。

## シングル収録内容

### 初回生産限定盤・通常盤
| #         | タイトル                        | 作詞・作曲          | 編曲                | 時間  |
| --------- | ------------------------------- | ------------------- | ------------------- | ----- |
| 1.        | 「adrenaline!!!」               | 中野領太（onetrap） | 中野領太（onetrap） | 4:34  |
| 2.        | 「かかわり」                    | 渡辺翔              | 倉内達矢            | 4:23  |
| 3.        | 「adrenaline!!!」(Instrumental) |                     |                     | 4:34  |
| 4.        | 「かかわり」(Instrumental)      |                     |                     | 4:23  |
| 合計時間: | 合計時間:                       | 合計時間:           | 合計時間:           | 17:54 |

| #  | タイトル                       | 作詞 | 作曲・編曲 | 時間 |
| -- | ------------------------------ | ---- | ---------- | ---- |
| 1. | 「adrenaline!!!」(Music Video) |      |            | 4:41 |

### 期間生産限定盤
| #         | タイトル                        | 作詞  | 作曲・編曲 | 時間 |
| --------- | ------------------------------- | ----- | ---------- | ---- |
| 1.        | 「adrenaline!!!」               |       |            | 4:34 |
| 2.        | 「かかわり」                    |       |            | 4:24 |
| 3.        | 「adrenaline!!!」(TV Ver)       |       |            | 1:31 |
| 4.        | 「adrenaline!!!」(Instrumental) |       |            | 4:34 |
| 5.        | 「かかわり」(Instrumental)      |       |            | 4:24 |
| 合計時間: | 合計時間:                       | 19:27 |            |      |

| #  | タイトル                                                             | 作詞 | 作曲・編曲 |
| -- | -------------------------------------------------------------------- | ---- | ---------- |
| 1. | 「テレビアニメ『エロマンガ先生』ノンクレジットエンディングムービー」 |      |            |

## チャート
| チャート                                | 最高 順位 | 出典   |
| --------------------------------------- | --------- | ------ |
| オリコン 週間CDシングルランキング       | 6         | [ 20 ] |
| Billboard JAPAN Hot 100                 | 3         | [ 21 ] |
| Billboard JAPAN Hot Animation           | 1         | [ 22 ] |
| Billboard JAPAN Hot Singles Sales       | 8         | [ 23 ] |
| iTunes Weekly Chart - Top Songs（日本） | 1         | [ 24 ] |

## 収録アルバム
| アルバム                                                      | 発売日        | 備考                                                                                              |
| ------------------------------------------------------------- | ------------- | ------------------------------------------------------------------------------------------------- |
| 『TAILWIND』                                                  | 2017年8月23日 | 2ndオリジナルアルバム                                                                             |
| 『マギアレコード 魔法少女まどか☆マギカ外伝 Music Collection』 | 2018年8月22日 | 『マギアレコード 魔法少女まどか☆マギカ外伝』のオリジナルサウンドトラック。 「かかわり」のみ収録。 |

## カバー
- Lyrical Lily - 「Animelo Summer Live 2022 -Sparkle-」とのコラボ楽曲として、2022年8月31日にゲーム『D4DJ Groovy Mix』に追加収録[25]。
- 新妻八恵（長縄まりあ）、本巣叶羽（赤尾ひかる） - ゲーム『ワールドダイスター 夢のステラリウム』収録曲（2023年10月14日追加[26]）。